# Università di Pardubice
L'Università di Pardubice (in latino Universitas Pardubicensis; in ceco: Univerzita Pardubice) è un'università pubblica con la sede principale a Pardubice, il capoluogo della Regione di Pardubice nella Repubblica Ceca. Altre sedi si trovano a Česká Třebová e a Litomyšl.
Fu fondata nel 1950 come Alta scuola di chimica. La sua origine è legata allo sviluppo dei trasporti e dell'industria alimentare, chimica e delle macchine. Acquisì la qualifica di università il 17 gennaio 1991 e prese il suo attuale nome il 31 marzo 1994. Ogni anno ci studiano più di 10 000 studenti. È costituita da sette facoltà. Attualmente il rettore dell'università è Miroslav Ludwig.
Il campus universitario si trova nel centro della città. Ci si trovano gli edifici con le aule, la biblioteca universitaria, la mensa, i club e più di sei case dello studente. Alcune sedi dell'università non si trovano direttamente nel campus ma sono sparse per la città.
L'università offre anche molte opportunità per studiare all'estero nei programmi di scambio come, per esempio, in tutta l'Unione europea l'Erasmus, ma anche in altri paesi.

## Facoltà

### Facoltà di Chimica e Tecnologia (FChT)
La Facoltà di Chimica e Tecnologia è la facoltà più antica dell'università. Fu fondata nel 1950 a Pardubice. Attualmente il decano (cioè il preside) della facoltà è Petr Lošťák. La facoltà è molto rispettata e apprezzata e le sue attività di ricerca scientifica godono di una buona reputazione nella comunità accademica e scientifica sia nazionale sia internazionale. Nel 2008 è stato costruito il nuovo palazzo della facoltà che è uno dei più moderni nella Repubblica Ceca. È stato progettato dagli architetti Kuba & Pilař. L'edificio ha ricevuto il premio Grand Prix architektů (Grand Prix degli architetti).

### Facoltà di Economia e Amministrazione Pubblica (FES)
La Facoltà di Economia e Amministrazione Pubblica fu fondata nel 1991. Attualmente la decana è Renáta Myšková. È la facoltà con più iscritti dell'Università di Pardubice, ogni anno più di 2500 studenti. Il suo obbiettivo principale è la formazione dei funzionari dell'amministrazione pubblica. Ogni anno ospita circa cento studenti stranieri per soggiorni di studio nei programmi come Erasmus o CEEPUS. Il grande vantaggio della facoltà è la pratica professionale nel settore.

### Facoltà di Scienze dei Trasporti "Jan Perner" (DFJP)
La Facoltà di Scienze dei Trasporti "Jan Perner" fu fondata nel 1993. Un'importante sede staccata si trova a Česká Třebová. Prende il nome dal famoso ingegnere ferroviario Jan Perner. Attualmente il decano è Bohumil Culek.

### Facoltà di Filosofia (FF)
L'Istituto di Lingue Straniere e Studi Umanistici (fondato nel 1992) fu trasformato il 1º gennaio 2001 nella Facoltà di Studi Umanistici, dal 2005 denominata Facoltà di Filosofia. Attualmente il decano è Petr Vorel. Ogni anno alla facoltà si iscrivono più di 2000 studenti. I corsi di studio di laurea breve sono filosofia, antropologia, sociologia, storia, filologia nonché pedagogia.

### Facoltà di Restauro (FR)
La Facoltà di Restauro entrò a far parte dell'università nel 2005 ed ha sede nella cittadina di Litomyšl, anch'essa in Boemia Orientale. Attualmente è decano Karol Bayer. La facoltà fu creata a causa della grande richiesta di esperti nel settore del restauro. Gli studenti sono coinvolti in progetti che mirano al salvataggio del patrimonio artistico della Repubblica Ceca ed anche in progetti internazionali.

### Facoltà di Elettrotecnica e Informatica (FEI)
L'Istituto di Informatica, nato nel 2001, fu trasformato nel 2008 nella Facoltà di Elettrotecnica e Informatica. Ogni anno ci studiano più di 1000 studenti. Attualmente il decano è Simeon Karamazov. I laureati trovano molto facilmente impiego a causa dell'enorme richiesta del settore tecnologico ed informatico d'oggi.

### Facoltà di Studi sulla Salute (FSZ)
Dall'Istituto di Studi sulla Salute, fondato nel 2001, nel 2007 nacque la Facoltà di Studi sulla Salute. La facoltà è connessa con la Scuola Superiore per Infermieri e con l'Ospedale Regionale di Pardubice, il che facilita il tirocinio degli studenti. Attualmente il decano è Arnošt Pellant.